# リューリク
リューリク（古東スラヴ語: Рюрикъ）は、862年にラドガ（現在のロシア連邦・スタラヤ・ラドガの辺り）を支配し、ノヴゴロドを建設したとされる、ルーシの最初の首長である。リューリクの後裔は、キエフ・ルーシから16世紀のロシア・ツァーリ国に至るまで、公、大公、ツァーリなど支配者として君臨した（リューリク朝）。後世に同名の君主があるため、リューリク1世とも呼ばれる。

## 名前の由来
リューリク（Riurik）は、現在の英語の名前のロデリク（Roderick）と関係している。古ノルド語のRørik（有名な支配者の意）が由来である。

## 生涯

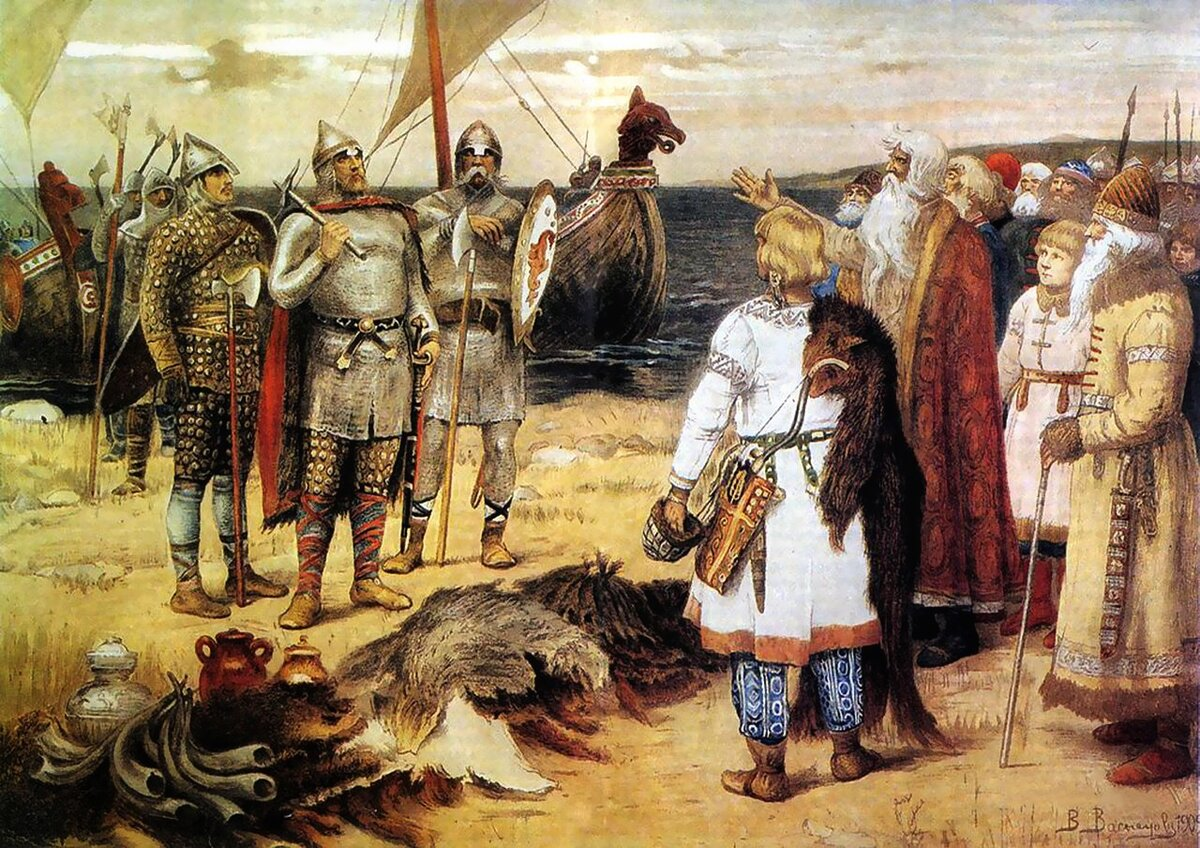
ラドガに到着するリューリク（アポリナリー・ヴァスネツォフ画）

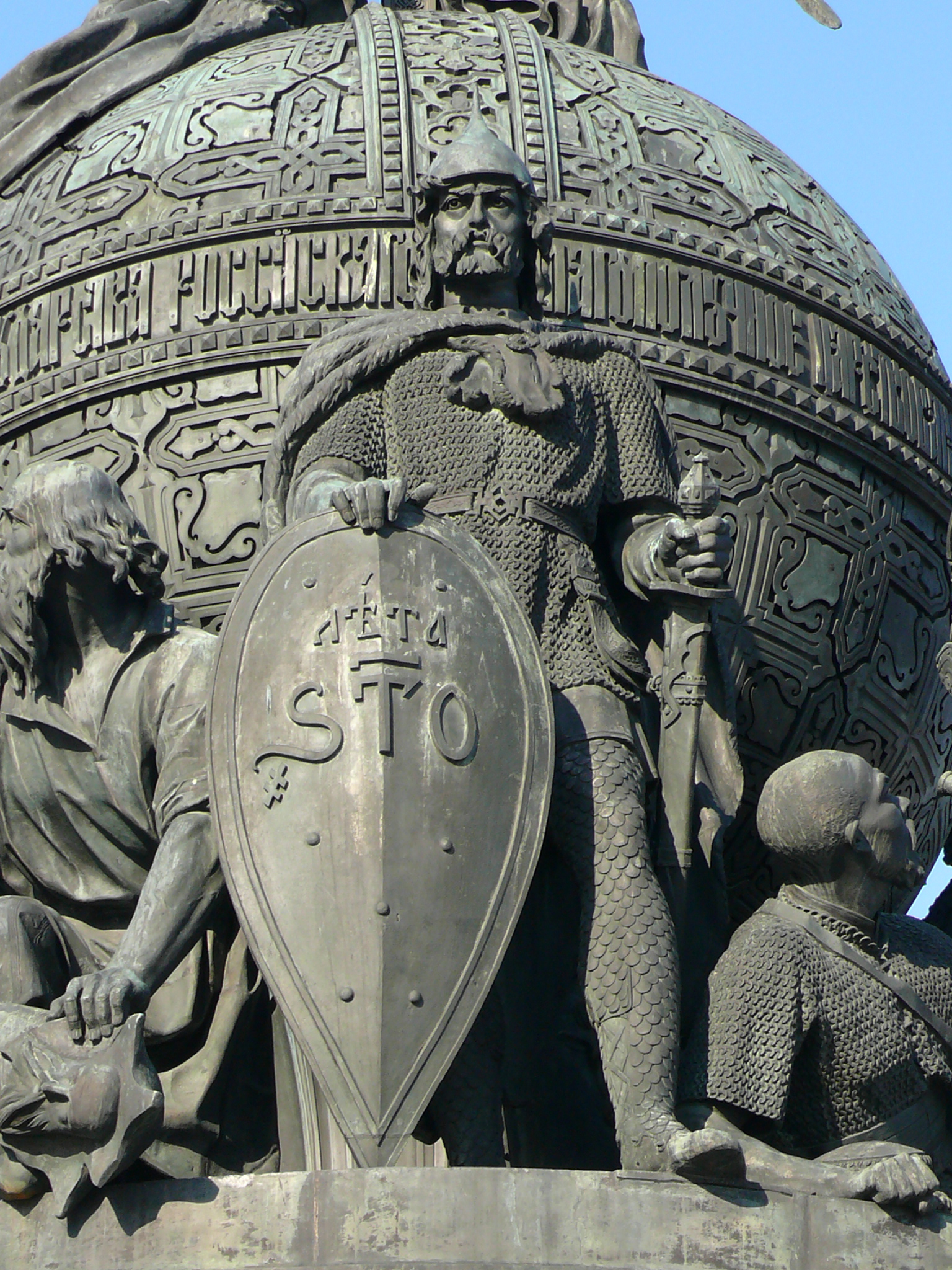
ロシア1000年記念碑のリューリク像（ノヴゴロド）

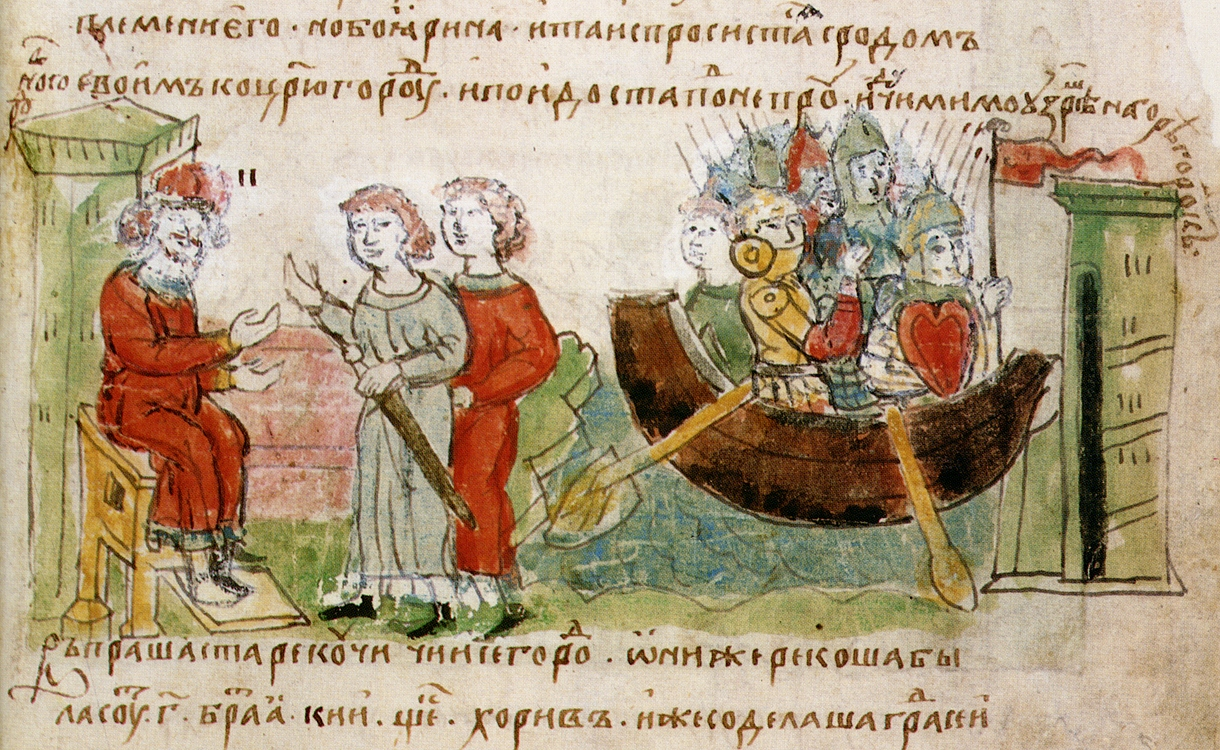
リューリク（玉座）とアスコルドとジール（ラジヴィウ年代記より）

ラドガとノヴゴロド（ホルムガルド）を支配してきたリューリクが、どのような人生を送ったかに関してはほとんど情報がない。彼に関するただ一つの情報は、12世紀に作成されたルーシの『原初年代記』に記録されている。現存する写本には、相互の争いに疲弊したスラヴ人が自分たちを治める指導者を求めてヴァリャーギ（スカンジナヴィア人）にすがり、リューリクら三兄弟（リューリクの弟、シネウスとトルヴォル）を得たと書かれている。 
リューリクは879年の死まで政権にとどまった。 しかしながら、彼の後継者オレーグは、リューリクの息子イーゴリを伴いキエフに公座を移し、キエフ大公国を建国した。ただし、イーゴリがリューリクの子であるのかについては論争がある。
ルーシの公家の多くにはリューリクの血が流れているとされている。また、ロマノフ朝以前の王統をリューリク朝と呼ぶのは、彼らがリューリクの末裔とされているからである。しかし、リューリクは半伝説的人物であるということに留意する必要がある。たとえば、『原初年代記』に相当する北欧の伝承『サガ』には、スウェーデン出身の族長の活動が描かれているものがあるが、リューリクに関してはそのようなものは存在していない。
スタラヤ・ラドガの近くに9世紀の大きな古墳のようなものがあり、地元民はそれをリューリクの墓と呼んでいる。